# Jurinella fuscicornis
Jurinella fuscicornis là một loài ruồi trong họ Tachinidae.